# Balanta Ganja
Balanta-Ganja, jedan od atlantskih naroda iz skupine Balante, koji žive u Senegalu južno od rijeke Casamance pa do granice s Gvinejom Bisao.
Po jeziku koji ima dva dijalekta (fganja ili ganja i fjaalib) razlikuju se od ostalih Balanta iz Gvineje Bisao. Populacija im je iznosila 82.800 (2006); ima ih nešto (manje od 2.000) u Gvineji Bisao.
Balante Ganja prakticiraju svoju vlastitu plemensku religiju. Ostali nazivi za njih su Alante, Balanta, Bandal, Belanda, Ganjawo i Kandawo.